# A Lesson in Love
A Lesson in Love è un cortometraggio del 1931 diretto da Casey Robinson e interpretato da Helen Kane e Millard Mitchell. Prodotto e distribuito dalla Paramount Pictures, uscì nelle sale nel 1931.

## Trama
Un'alunna  si innamora del suo professore di psicologia. Durante una lezione hanno una discussione e non vogliono più vedersi, ma la stessa sera si ritrovano ad una festa e si fidanzano.

## Distribuzione
Distribuito negli Stati Uniti dalla Paramount Pictures, il film - un cortometraggio in una bobina - uscì nelle sale il 26 settembre 1931. In Canada, fu distribuito dalla Paramount Film Service.
 
La Kino Video ha distribuito il film nel 1997 in VHS e nel 2001 in DVD.